# 齋藤文良
齋藤 文良（さいとう ふみお、1947年11月26日 - ） は、日本の化学工学者。工学博士（東北大学・論文博士・1982年）。東北大学名誉教授。東北大学多元物質科学研究所所長、粉体工学会副会長、化学工学会粒子・流体プロセス部会長などを歴任。

## 人物・経歴
山形市出身。1970年山形大学工学部化学工学科卒業。1972年山形大学大学院工学研究科修士課程化学工学専攻修了、山形大学工学部助手。
1974年東北大学選鉱製錬研究所助手。1982年東北大学より工学博士の学位を取得、横浜国立大学工学部講師。1987年横浜国立大学助教授、バーミンガム大学化学工学科客員研究員。1989年東北大学選鉱製錬研究所助教授。
1991年東北大学選鉱製錬研究所教授。2001年アルビ鉱山大学客員教授。2003年文部科学省科学技術動向専門調査委員。2005年東北大学多元物質科学研究所所長、粉体工学情報センター理事、経済産業省地域技術開発支援事業事前評価委員。2006年宮城県グリーン購入委員会委員長、日本粉体工業技術協会理事、ホソカワ粉体工学研究財団評議員、新エネルギー・産業技術総合開発機構事前評価委員。
2008年粉体工学会副会長、仙台市産学連携フェロー。2009年資源・素材学会理事・東北支部長、日本学術振興会特別研究員等審査会専門委員および国際事業委員会書面審査委員。2010年化学工学会粒子・流体プロセス部会部会長、チェコ化学工学会名誉会員、仙台市国際産学連携フェロー。2012年定年退職、東北大学名誉教授。

## 受賞
- 1984年 化学工学協会論文賞[5]
- 1999年 資源・素材学会論文賞[5]
- 2004年 APCChE Outstanding Paper Award[5]
- 2008年 ホソカワ粉体工学振興財団 KONA 賞[5]
- 2010年 化学工学会粒子・流体プロセス部会フロンティア賞[5]
- 2010年 日本鉄鋼協会ギマラエス賞[5]
- 2010年 チェコ化学工学会名誉会員[5]
- 2012年 化学工学会創立75周年功労賞[5]